# Harry Carey Jr.
Harry Carey Jr. (Santa Clarita, California, 16 de mayo de 1921-Santa Bárbara, California, 27 de diciembre de 2012) fue un actor de cine estadounidense.

## Biografía
Nacido con el nombre de Henry George Carey, Jr. en Saugus, Santa Clarita, California, Estados Unidos, hijo del famoso actor Harry Carey (1878-1947) y de la actriz Olive Fuller Golden (1896-1988).
Gran actor de carácter, como su padre, actuó en un gran número de películas de género western. Aparecieron juntos en la aclamada película de 1948, Río Rojo. Harry Carey, Jr. sirvió a la Marina de los Estados Unidos durante la Segunda Guerra Mundial. Hizo cuatro películas con el aclamado director de cine Howard Hawks: Río Rojo (1948) Monkey Business (1952) Gentlemen Prefer Blondes (1953) y Río Bravo (1959). También trabajó en 10 ocasiones con el actor John Wayne, desde Río Rojo hasta Cahill U.S. Marshal (1973).
Carey era amigo y frecuente colaborador del famoso director John Ford. Apareció en películas notables de Ford: 3 Godfathers (1948); La legión invencible (1949); Wagon Master (1950); Río Grande (1950); The Long Gray Line (1955); Mister Roberts (1955) The Searchers (1956); Dos cabalgan juntos (1961) y Cheyenne Autumn (1964). Años después escribiría un libro sobre Ford, Company of Heroes. Sus últimos trabajos en el cine fueron The Exorcist III (1990), Back to the Future Part III (1990), Tombstone (1993) y The Sunchaser (1996).

## Televisión
Carey actuó como invitado en grandes series de televisión como The Lone Ranger, Broken Arrow, Tombstone Territory, Tales of Wells Fargo, The Rifleman,  Perry Mason, Lawman, Mannix, Dallas y muchas más. En 2010 se filmó el documental Harry Carey Jr. Hosts Tales from the Set, escrito por el propio Carey Jr.